# Чешњице при Заградцу
Чешњице при Заградцу (словен. Češnjice pri Zagradcu) је насељено место у општини Иванчна Горица, Средњесловенска регија, Словенија.

## Историја
До територијалне реорганизације у Словенији биле су у саставу старе општине Гросупље.

## Становништво
У попису становништва из 2011. године, Чешњице при Заградцу имале су 82 становника.
| Број становника према пописима | Број становника према пописима | Број становника према пописима |
| ------------------------------ | ------------------------------ | ------------------------------ |
| 1991                           | 2002                           | 2011                           |
| 73                             | 87                             | 82                             |

Напомена: До 1955. исказивано под именом Чешњице.